# Tityus oteroi
Espèce
Tityus oteroi est une espèce de scorpions de la famille des Buthidae.

## Distribution
Cette espèce est endémique du département du Chocó en Colombie. Elle se rencontre vers El Carmen del Darién.

## Étymologie
Cette espèce est nommée en l'honneur de Rafael Otero Patiño.

## Publication originale
- Lourenço, 1998 : « A new species of Tityus C.L. Koch, 1836 (Scorpiones, Buthidae) in Colombia, with a check list and key to the Colombian species of the genus. » Zoosystema, vol. 20, no 3, p. 487-497 (texte intégral).